# Полин вірменський
Полин вірменський (Artemisia armeniaca) — вид рослин із родини айстрових (Asteraceae).

## Біоморфологічна характеристика

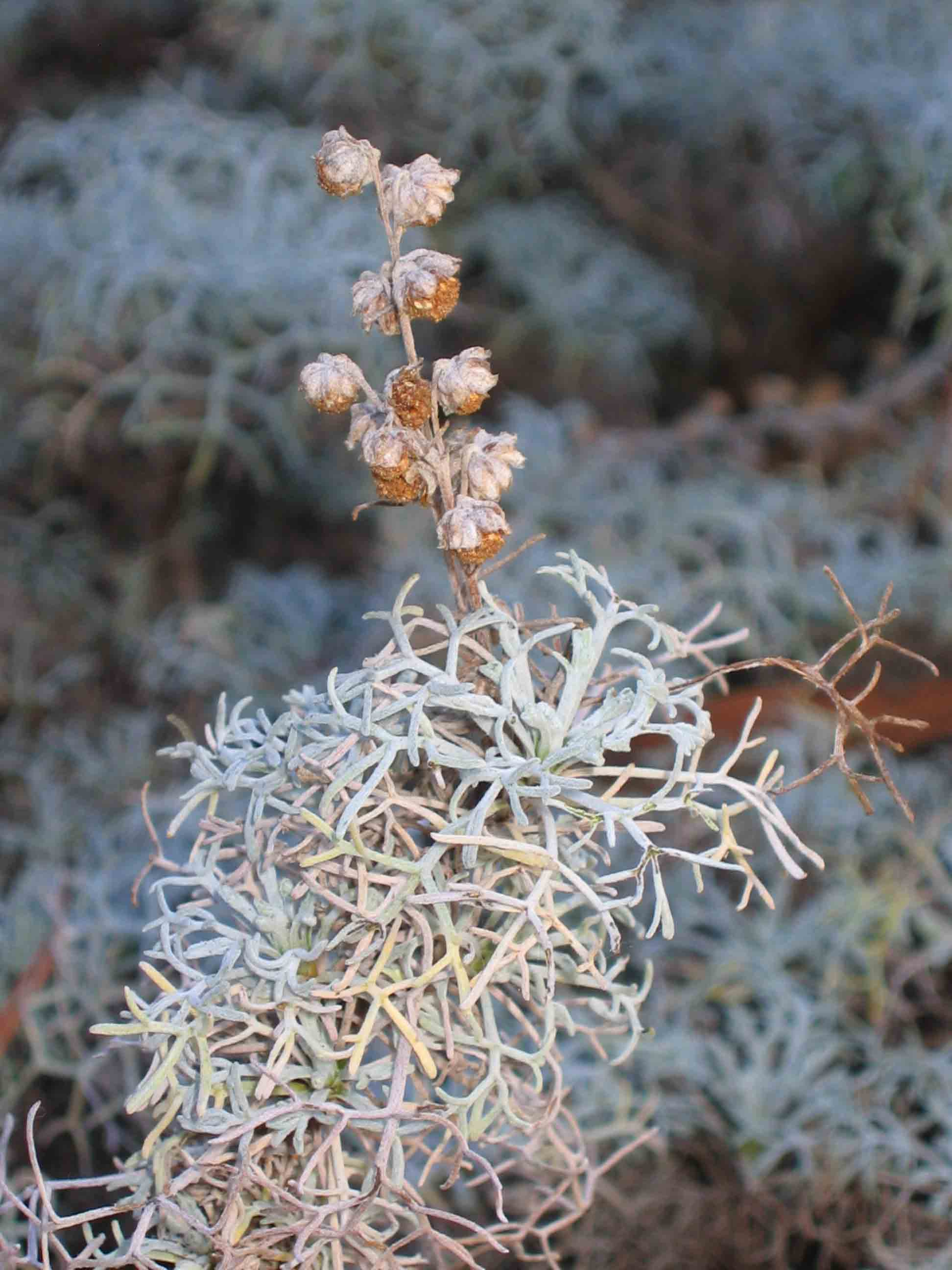

Багаторічна рослина 25–80 см заввишки. Рослина з безплідними пагонами. Листки рівномірно густо запушені сірими волосками, їхні сегменти лінійно-ланцетні, 0.5–2 мм завдовжки, загострені. Кошики з майже кулястими обгортками, 3–5 мм ушир. Період цвітіння: липень — вересень.

## Середовище проживання
Зростає від сходу Європи до центрального Сибіру й півночі Ірану (Україна, Туреччини [сх. Анатолія], Росія [пд. і цн. євр., пн. Кавказ, зх. і цн. Сибір], Грузія, Вірменія, Азербайджан, Казахстан, пн. Іран); інтродукція: Іспанія (Сьєрра-де-Гудар).
В Україні зростає на вапнякових оголеннях — у Степу, дуже рідко.